# Gomesa alpina
Gomesa alpina là một loài thực vật có hoa trong họ Lan. Loài này được Porsch mô tả khoa học đầu tiên năm 1908.